# Selaginella brevipes
Selaginella brevipes är en mosslummerväxtart som beskrevs av Addison Brown. Selaginella brevipes ingår i släktet mosslumrar, och familjen mosslummerväxter. Inga underarter finns listade i Catalogue of Life.